# Ta'zieh
El ta'zieh, tazié o ta'zīye, (en persa: تعزیه) designa un género de teatro religioso tradicional iraní que conmemora el martirio del imán Husayn a manos de las tropas del califa omeya Yazid I y se representa únicamente durante el mes de muharram, especialmente en su décimo día (ashura). Predominan en él el canto y la música. Su nombre, de origen árabe, significa «expresión de simpatía, de duelo y de consolación» o simplemente condolencias. El tazieh data del siglo X y tomó importancia en el siglo XVI y XVII durante la dinastía Safaví. Su forma actual se desarrolla en época Qayar, en el siglo XIX, cuando el monarca Nasereddín Shah Qayar hizo construir en Teherán, entre otros centros de representación religiosa más pequeños, el Tekyé-ye Doulat, primer gran teatro popular destinado a la representación del tazié.
El Ta'zieh iraní fue elegido mediante la denominación El ta'zīye, arte dramático ritual como Patrimonio Cultural Inmaterial de la Humanidad en el 2010, por la Unesco.